# Jean-Paul Savoie
Pour les articles homonymes, voir Savoie (homonymie).
Jean-Paul Savoie est un travailleur social et homme politique canadien, né le 9 février 1947 à Kedgwick (Nouveau-Brunswick) et mort le 11 mai 2023 à Moncton (Nouveau-Brunswick),. 
Membre du Parti libéral du Nouveau-Brunswick, il est député de la circonscription provinciale de Restigouche-Ouest à l'Assemblée législative du Nouveau-Brunswick de 1987 à 1999. Il est adjoint législatif au ministre des Ressources naturelles et de l'Énergie et ministre responsable de la Société de l'aménagement régional et du Développement du Nord en 1995. Il est maire de Kedgwick de 2001 à 2016.
Son père est Hector Savoie et sa mère est Rolande Croussette.